# Победа (кинотеатр, Саратов)
«Побе́да» — бывший саратовский кинотеатр, располагавшийся на площади Кирова в Фрунзенском районе города.

## История
Проект саратовского кинотеатра был разработан архитектором В.П. Калмыковым в 1935 г., а в 1936 г. газета «Коммунист» сообщила, что в городе по проекту М. И. Рославлева будет построен новый кинотеатр, открытие которого должно состояться в конце 1937 г. Однако по каким-то причинам строительство затянулось, а с началом Великой Отечественной войны и вовсе прекратилось. В недостроенном здании временно разместился хлебозавод.
К строительству кинотеатра приступили только в 1950 г. по обновлённому проекту Э.М. Петрушко. Открытие кинотеатра состоялось 29 сентября 1955 года и было приурочено к 10-летию Победы. В честь этой победы кинотеатр и получил своё название. В новом саратовском кинотеатре были три кинозала, рассчитанные на более чем 700 зрителей. В Красном и Синем зале демонстрировались художественные кинокартины, Зелёный зал был предназначен для показа документальных фильмов. Кинотеатр был весьма популярен в первые годы своей работы: билеты быстро раскупались, в фойе кинотеатра по вечерам играл эстрадный оркестр, работал буфет, стены фойе были украшены фотографиями известных артистов кино и кадрами из популярных кинофильмов той эпохи. В кинотеатре также проводились выставки из истории советского кино.
1990-е годы стали для кинотеатра трудным периодом. Кинотеатр сдавал помещения в аренду различным фирмам, а также предоставлял площади для приезжих выставок. Затем в 2006 году здание кинотеатра прошло капитальный ремонт, залы были переоснащены современным оборудованием и вновь начали действовать. Кинотеатр снова пользовался популярностью у саратовцев.
27 марта 2020 года кинотеатр приостановил деятельность в связи с постановлением № 208-П Правительства Саратовской области «О введении ограничительных мероприятий в связи с угрозой распространения коронавирусной инфекции (COVID-19)», в июне 2020 года решением учредителей кинотеатр был окончательно закрыт для посетителей, частично было демонтировано оборудование, сотрудники уволены, здание выставлено на продажу.

Здание в 2014 году
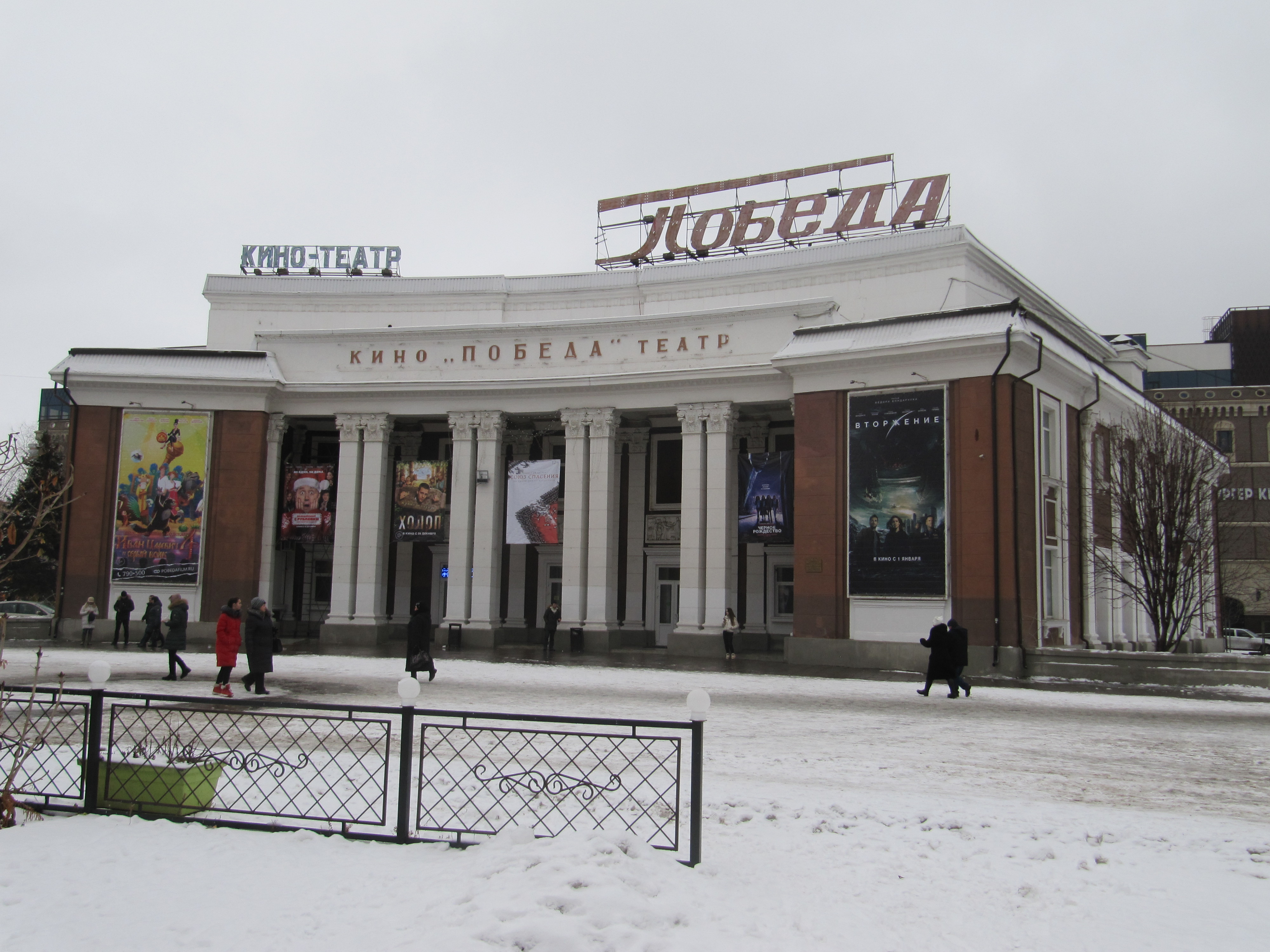
Зимний вид
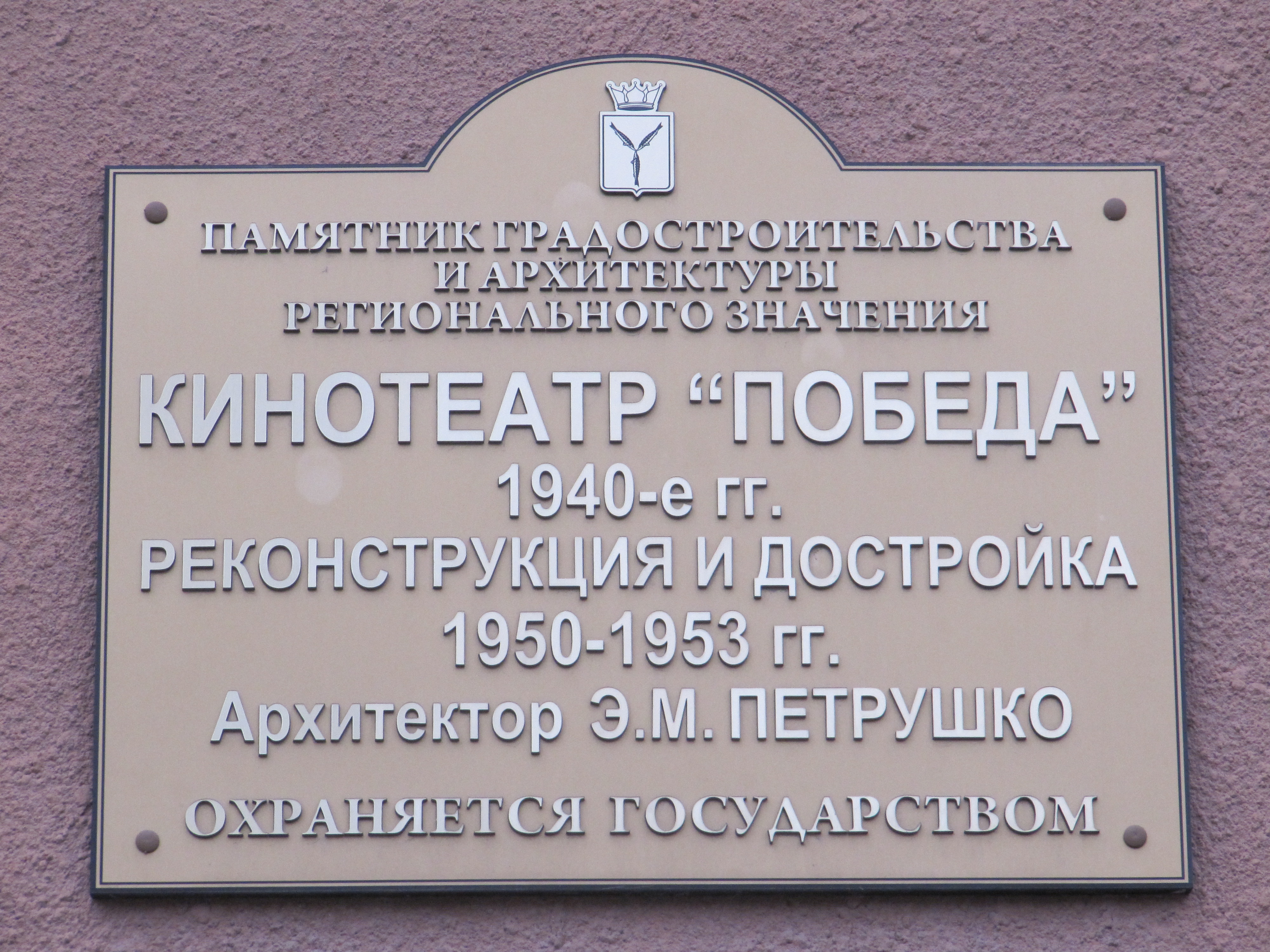
Охранная табличка